# Forte de São Pedro (Estoril)
O Forte de São Pedro, também conhecido como Forte da Poça, localiza-se sobre a praia da Poça, em São João do Estoril, freguesia de Cascais e Estoril, Município de Cascais, Distrito de Lisboa, em Portugal.
Foi classificado como Imóvel de Interesse Público através do Decreto nº 129 de 29 de Setembro de 1977.

## História
Integra a linha de fortificações erguida entre 1642 e 1648 por determinação de D. António Luís de Meneses, governador da Praça-forte de Cascais, no contexto da Guerra da Restauração, e que se estendia entre São Julião da Barra e o Cabo da Roca.
De acordo com a inscrição epigráfica sobre o portão de armas, as suas obras iniciaram-se em 5 de Abril de 1642, concluindo-se no ano seguinte.

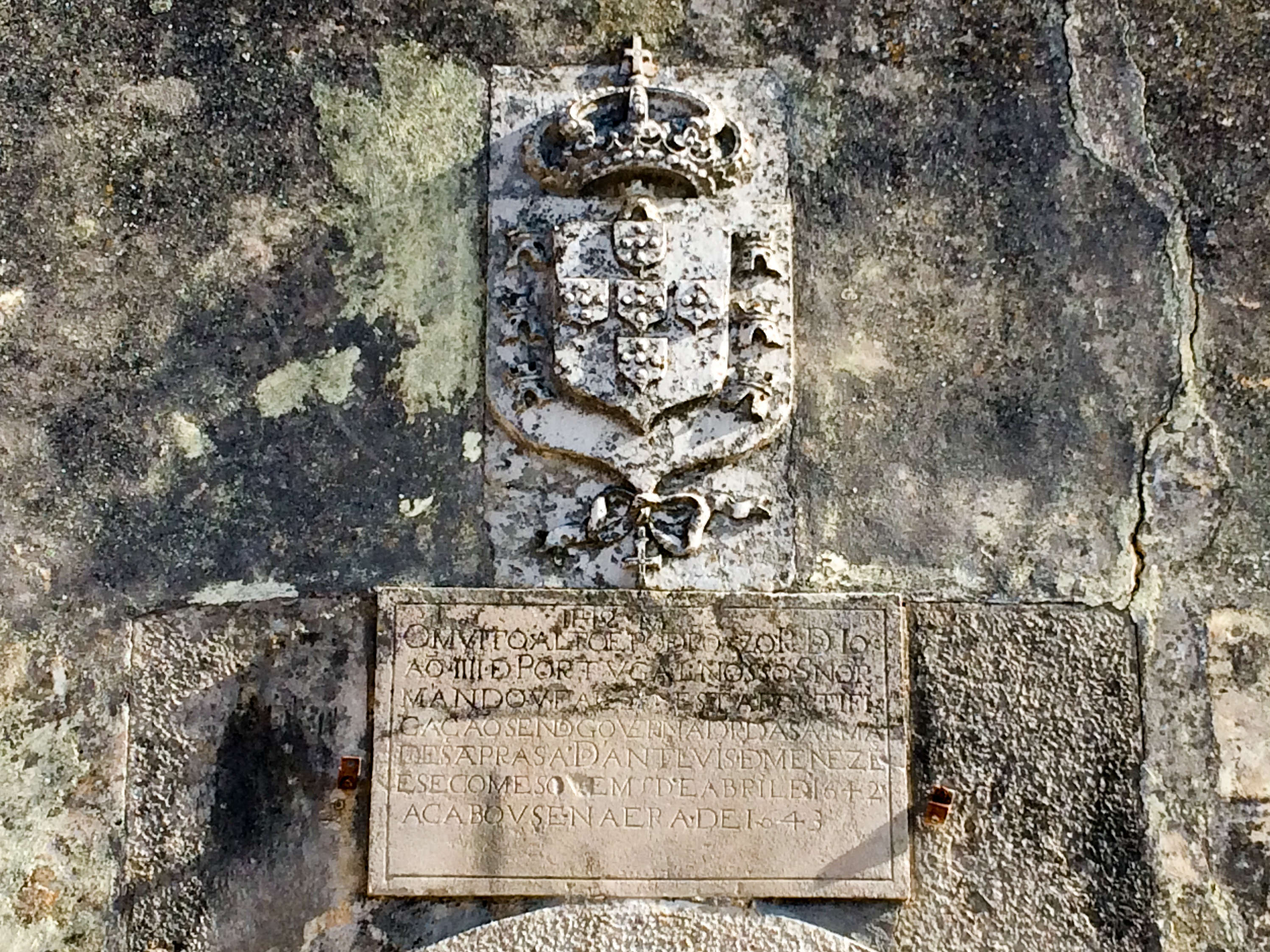
Forte de São Pedro: brasão de armas.

Embora atualmente se encontre descaracterizado, os seus traços originais podem ser reconstituídos através de planta levantada por Mateus do Couto em 1693, onde se constata que era em tudo semelhante ao Forte de São Teodósio, embora as dimensões sejam "ligeiramente superiores".
Desactivado no século XIX, passou por diversas tutelas que, nas diferentes épocas, deram-lhe distintas utilizações. No século XX, em 1954, foi utilizado como Casa de Chá e, a partir de 1957 foi arrendado a um particular, passando a albergar um restaurante, o que levou a "múltiplas transformações e acrescentos". E posteriormente funcionou como uma discoteca, com o nome de Forte Velho.
Actualmente encontra-se devoluto e bastante vandalizado.

## Características

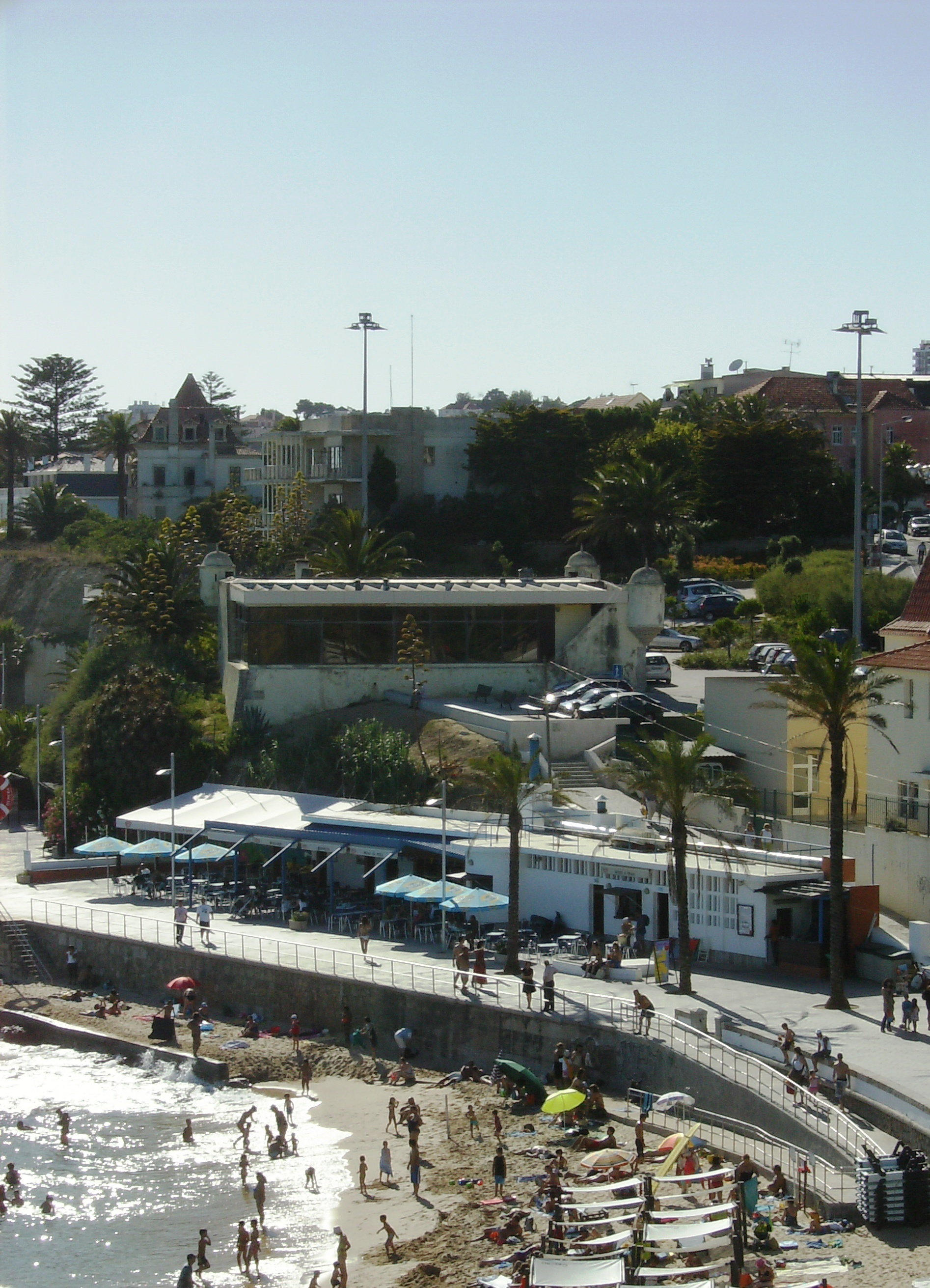
Forte de São Pedro.

De planta poligonal quadrada, o seu corpo principal abrigava os alojamentos, dispostos em torno de um pátio, cobertos por um terraço. No espaço contíguo dispunha-se a bateria, de estrutura "rasante, alongada", com guaritas circulares cobertas nos vértices.
O conjunto era rodeado por um parapeito exterior de formato irregular, que constituía uma primeira barreira defensiva.
A inscrição epigráfica sobre o portão de armas, hoje parcialmente encoberta pelo toldo da discoteca, reza:
«Jesus, Maria. O mui alto e poderoso rei Don João IIII de Portugal, nosso Senhor, mandou fazer esta fortificação, sendo governador das armas desta praça Don Antonio Luiz de Menezes, e se comesou em 5 de Abril de 1642; acabouse na era de 1643.»